# محمد وردي
محمد وردي واحد من أبرز فناني الغناء والموسيقى السودانيين وأكثرهم شهرة وله دوراً كبيراً في تطوير الموسيقى السودانية ونشرها خارج السودان ويلقب بفنان إفريقيا الأول لشهرته الإفريقية ، أشتهر بأغانيه الوطنية ومواقفة النضالية على مدى سنوات طويلة، يعده الكثيرون المغني السودانى الأعظم على الإطلاق، وله دور كبير في تطوير الموسيقى السودانية  ونشرها على نطاق واسع. كانت له أهمية كبيرة في المشهد الموسيقي السوداني للأسباب التالية:
1. **تجديد الموسيقى السودانية**: ساهم محمد وردي في إدخال أنماط موسيقية جديدة وتطوير الأنماط التقليدية. دمج بين الإيقاعات المحلية والأدوات الحديثة، مما أضاف تنوعًا وغنىً إلى الموسيقى السودانية.
2. **الأغاني الوطنية والثورية**: كان لوردي دور بارز في التعبير عن القضايا الوطنية والاجتماعية. قدم العديد من الأغاني التي تعبر عن الفخر الوطني والكفاح من أجل الحرية والاستقلال، مما جعله رمزًا للنضال والمقاومة.
3. **الشعر والموسيقى**: تعامل وردي مع شعراء كبار في السودان، مما ساهم في رفع مستوى الكلمات المغناة وجعلها أكثر تأثيرًا وعمقًا. تعاون مع شعراء مثل محمد الفيتوري وحميد، مما أضاف بعدًا ثقافيًا وفنيًا لأغانيه.
4. **الشهرة العالمية**: لم تقتصر شهرة وردي على السودان فقط، بل امتدت إلى أنحاء مختلفة من العالم، حيث قدم عروضًا في العديد من الدول وحظي بتقدير دولي. ساهم في نشر الموسيقى السودانية وجعلها معروفة عالميًا.
5. **تأثيره على الأجيال اللاحقة**: يعتبر وردي مصدر إلهام للعديد من الفنانين السودانيين الشباب، الذين تأثروا بأسلوبه وأغانيه، مما أدى إلى استمرار تأثيره على الموسيقى السودانية حتى بعد رحيله.
محمد وردي ليس مجرد موسيقي، بل هو رمز ثقافي وشعبي في السودان، وله مكانة خاصة في قلوب السودانيين نظراً لإسهاماته الكبيرة في تطوير الفن والموسيقى.

## ميلاده ونشأته
ولد محمد وردي، واسمه بالكامل محمد عثمان حسن وردي في (19 يوليو / أيار 1932 - 18 فبراير / شباط 2012) في قرية صواردة الواقعة جنوب مدينة عبري بشمال السودان ونشأ يتيما بعد وفاة والديه وهو في سن مبكرة فتربى في كنف عمه، وأحب الأدب والشعر والموسيقى منذ نعومة أظافره.

## تعليمه
درس وردي تعليمه الأولي في مدارس صواردة ثم انتقل إلى مدينة شندي لإكمال تعليمه بالمرحلة المتوسطة ثم عمل مدرسا في مدارس وادي حلفا والتحق بعد ذلك بمعهد التربية لتأهيل المعلمين، بشندي حيث تخرج فيه معلماً وعمل بمدارس المرحلة المتوسطة ثم المدارس الثانوية العليا في كل من وادي حلفا وشندي وعطبرة والخرطوم. وكانت مدرسة الديوم الشرقية بالخرطوم آخر مدرسة عمل فيها قبل استقالته من التدريس في عام 1959 م. يقول وردي عن ذلك، «إن التدريس كان بالنسبة إلي الرغبة الثانية بعد الغناء ولكن إذا خُيّرت بين التدريس والغناء لفضلت الغناء وإذا خيٌرت بين التدريس وأي عمل آخر لفضلت التدريس، وأعتقد أن الفن يعتبر أيضاً تدريساً». خاصة وأن موهبة الغناء موروثة في كل الأسرة فوالدة محمد وردي وإخوانها وأولاد عمومتها كانوا جميعهم فنانون معروفين بأداء الغناء، وكذلك عرف عن شقيقته فتحية وردي موهبة العزف على العود.

## بداية مشواره الفني
في عام 1953 م زار الأستاذ محمد وردي العاصمة الخرطوم لأول مرة ممثلاً لمعلمي شمال السودان في مؤتمر تعليمي عقد فيها، ثم انتقل للعمل بها، وبدأ في ممارسة فن الغناء كهاوي حتى عام 1957 م عندما تم اختياره من قبل الإذاعة السودانية في أم درمان بعد نجاحه في اختبار أداء الغناء وإجازة صوته ليقوم بتسجيل أغانيه في الإذاعة، وبذلك تحقق حلمه في الغناء في الإذاعة بين فنانيين سودانيين كبار أمثال: عبد العزيز محمد داؤود و حسن عطية وأحمد المصطفى وعثمان حسين وإبراهيم عوض وغيرهم. و تمكّن وردي خلال عامه الأول في الإذاعة من تسجيل 17 أغنية مما دفع مدير الإذاعة في ذلك الوقت إلى تشكيل لجنة خاصة من كبار الفنانين والشعراء الغنائيين كان من ضمن أعضائها إبراهيم الكاشف وعثمان حسين وأحمد المصطفى لتصدر اللجنة قرارا بضم محمد وردي إلى مجموعة مطربي الدرجة الأولى كمغنِ محترف بعد أن كان من مطربي الدرجة الرابعة بالإذاعة.

## أهم مميزاته ودوره في تطوير الأغنية السودانية
تميز وردي بإدخاله القالب الموسيقى النوبي وأدواته الموسيقية في الأغنية السودانية مثل الطمبور، كما عرف عنه أداء الأغنيات باللغتين النوبية والعربية. ويعتبره الكثيرون مطرب أفريقيا الأول لشعبيته الكبيرة في منطقة القرن الأفريقي خاصة في إثيوبيا وإريتريا.
كما عرف عن وردي ثراء فنه وتنوع موضوعات أغانيه من الأغنية الرومانسية والعاطفية إلى التراث السوداني خاصة النوبي والأناشيد الوطنية والثورية وأغاني الحماسة، وفي عام 1989 غادر وردي السودان بعد انقلاب الإنقاذ العسكري ليعود بعد 13 عاما قضاها في المنفى الاختياري.
كما قام بمنح أغنيات من ألحانه لعدد من الفنانين.

## جوائزه ومكافآته
مُنح وردي الدكتوراه الفخرية من جامعة الخرطوم في عام 2005م تقديراً لمسيرته الفنية العامرة بالأغاني الجميلة و المتنوعة، و التي تزيد عن 300 أغنية، حيث يعتبر في المجتمع الفني بالسودان أسطورة فنية سودانية وموسوعة موسيقية.
وحصل على جائزة الشاعر التشيلي بابلو نيرودا .

## وفاته
توفي في يوم السبت 18 فبراير / شباط 2012 الساعة العاشرة والنصف مساء ودُفن في مقابر فاروق بالخرطوم .

## الشعراء الذين تغنى لهم
- صاوي عبد الكافي
- الجيلي عبد المنعم
- عمر الطيب الدوش
- مبارك البشير
- محمد مفتاح الفيتوري
- إسحاق الحلنقي
- الطاهر إبراهيم
- إبراهيم الرشيد
- عبد الرحمن الريح
- محمد علي أبو قطاطي
- السر دوليب
- أبو آمنة حامد
- إسماعيل حسن
- صلاح أحمد إبراهيم
- محمد المكي إبراهيم
- محمد عثمان كجراي
- التيجاني سعيد
- محجوب شريف
- حسن عبد الوهاب
- علي عبد القيوم
- مرسي صالح سراج
- حسن عبد الوهاب

## وصلات خارجية
- محمد وردي على موقع ميوزك برينز (الإنجليزية)
- محمد وردي على موقع ديسكوغز (الإنجليزية)

- مسيرة وردى
- أكتوبر الأخضر/ يوتيوب فيديو نوفمبر 1964 م على يوتيوب
- اغنية من غير ميعاد/ تسجيل نادر 1959 م / اليو تيوب على يوتيوب
- وردي/ أرشيف قناة الجزيرة